# Saujon
Saujon  [soʒɔ̃] ist eine südwestfranzösische Gemeinde mit 7314 Einwohnern (Stand 1. Januar 2022).

## Geografie

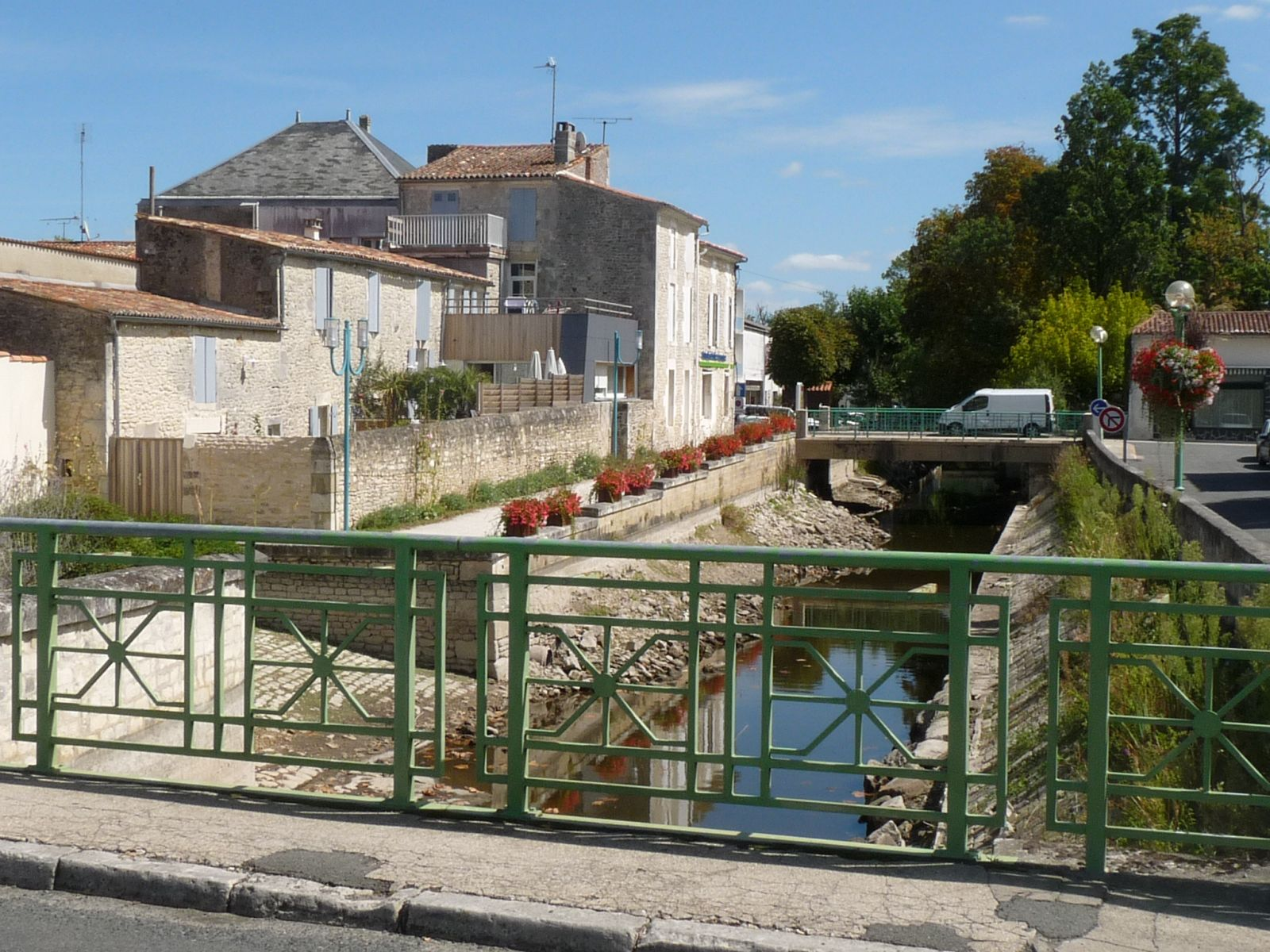
Die kanalisierte Seudre in der Innenstadt

Saujon liegt an der Seudre im Département Charente-Maritime in der Region Nouvelle-Aquitaine; die Gemeinde gehört zum Arrondissement Saintes und zum Kanton  Saujon.
Nachbargemeinden von Saujon sind Le Gua im Norden, Sablonceaux im Nordosten, Saint-Romain-de-Benet im Osten, Le Chay im Südosten, Médis im Süden, Saint-Sulpice-de-Royan im Westen sowie L’Éguille im Nordwesten.

## Bevölkerungsentwicklung
| Jahr      | 1962 | 1968 | 1975 | 1982 | 1990 | 1999 | 2007 | 2017 |
| Einwohner | 3428 | 3801 | 4426 | 4777 | 4891 | 5395 | 6404 | 7165 |

## Geschichte
Am 14. August 1910 ereignete sich in der Nähe des Ortes ein schwerer Eisenbahnunfall: Ein aus Bordeaux kommender Sonderzug der Eisenbahn Paris–Orléans stieß mit einem Güterzug zusammen. 43 Menschen starben, 50 wurden darüber hinaus verletzt.

## Sehenswürdigkeiten
- Kirche Saint-Martin-Saint-Jean-Baptiste (17. Jahrhundert)
- Schloss
- Markthalle
- Die Museumseisenbahn Train des Mouettes verkehrt zwischen Saujon und La Tremblade[2]

Siehe auch: Liste der Monuments historiques in Saujon

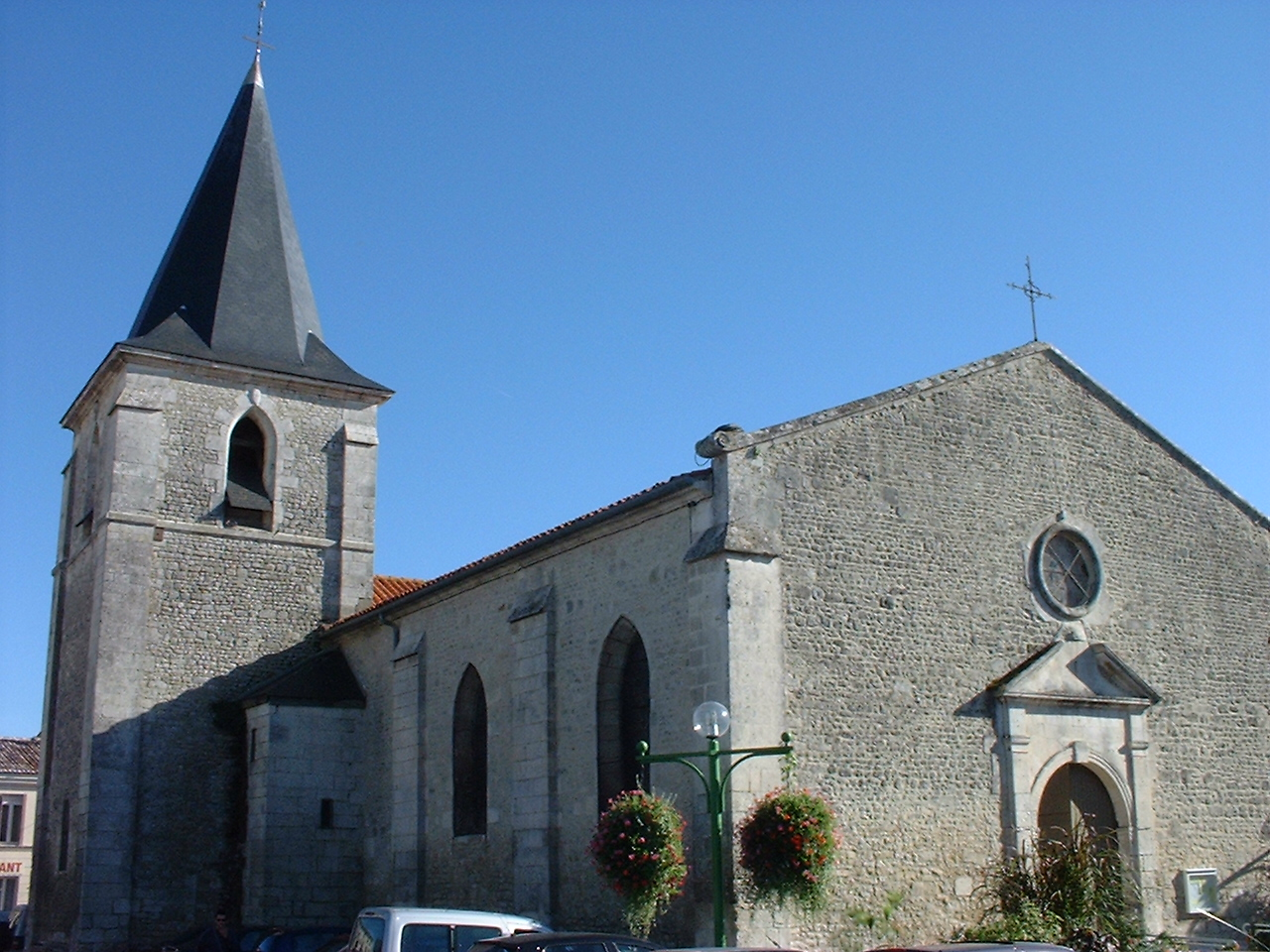
Kirche Saint-Martin-Saint-Jean-Baptiste
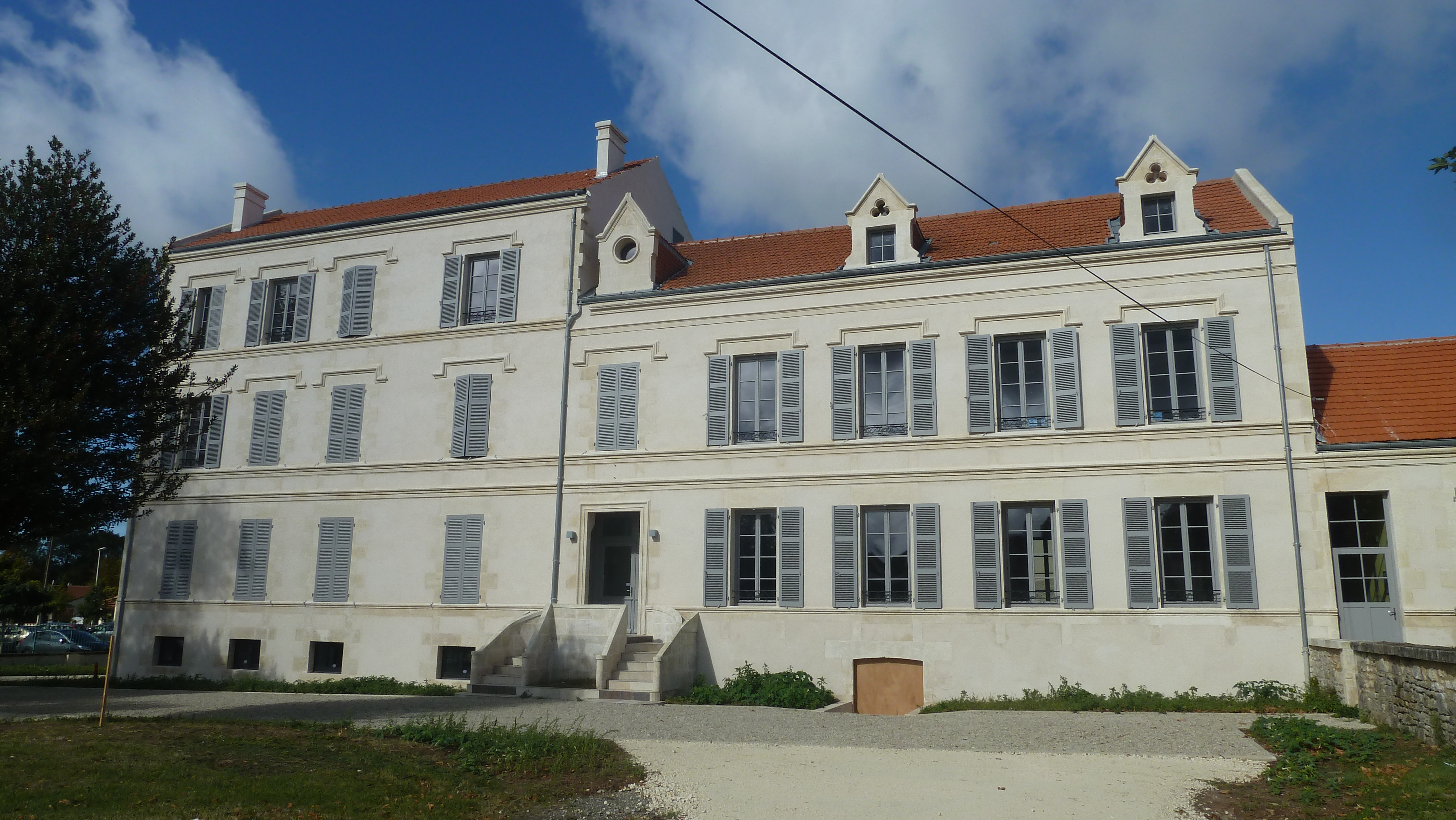
Schloss
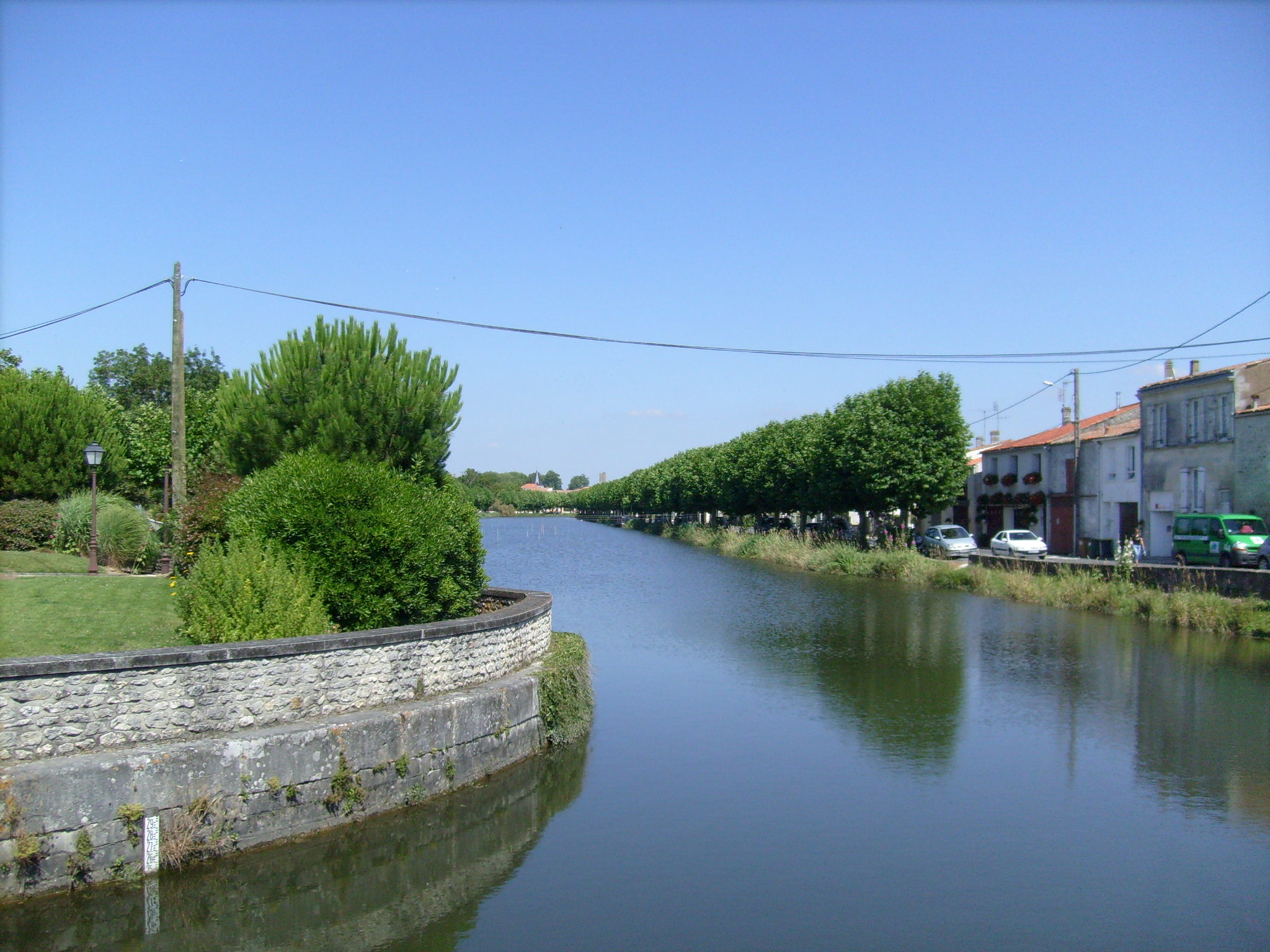
Die Seudre im westlichen Stadtgebiet

## Verkehr

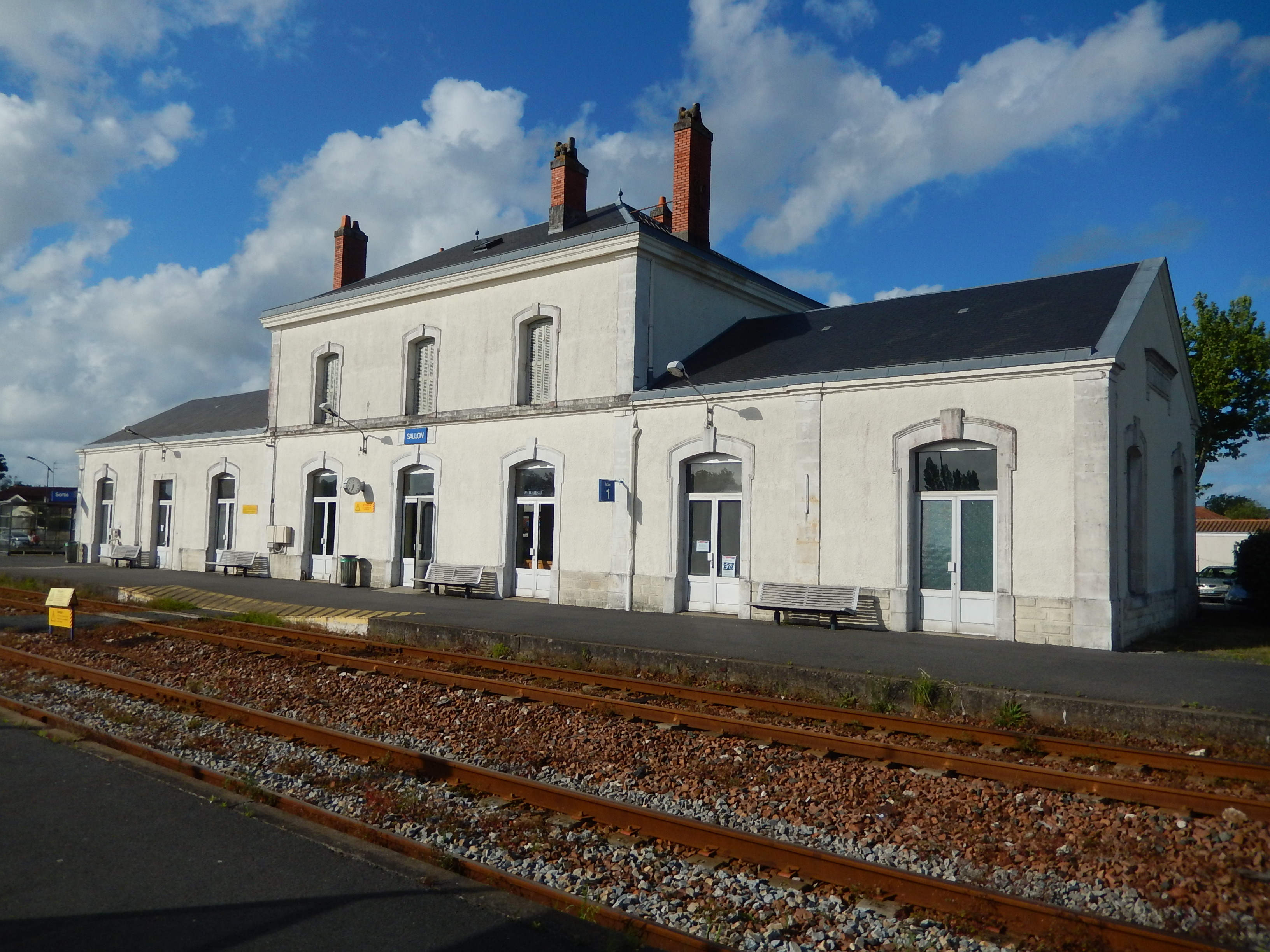
Bahnhof

Saujon hat einen Bahnhof an der Bahnstrecke Saintes–Royan, deren Abschnitt von Saujon nach Royan 1875 von der Compagnie du chemin de fer de la Seudre eröffnet wurde. Zeitgleich wurde die Bahnstrecke Pons–Saujon in Betrieb genommen; der Abschnitt von Saintes nach Saujon wurde hingegen erst 1912 fertiggestellt. 1876 kam eine Zweigstrecke nach La Grève hinzu, dort wurde bereits 1939 der Personenverkehr aufgegeben. Bis La Tremblade wird diese heute von der Museumseisenbahn Train des Mouettes befahren.
Zwischen Pons und Saujon wurde 1939 der Personenverkehr eingestellt, 2004 endete zwischen Saujon und Gémozac auch der Güterverkehr. Aktuell wird der Bahnhof Saujon von Regionalzügen des TER Nouvelle-Aquitaine der Relation Saintes–Royan bedient.

## Städtepartnerschaften
- Bosau, Schleswig-Holstein